# Шаг вперёд, два шага назад

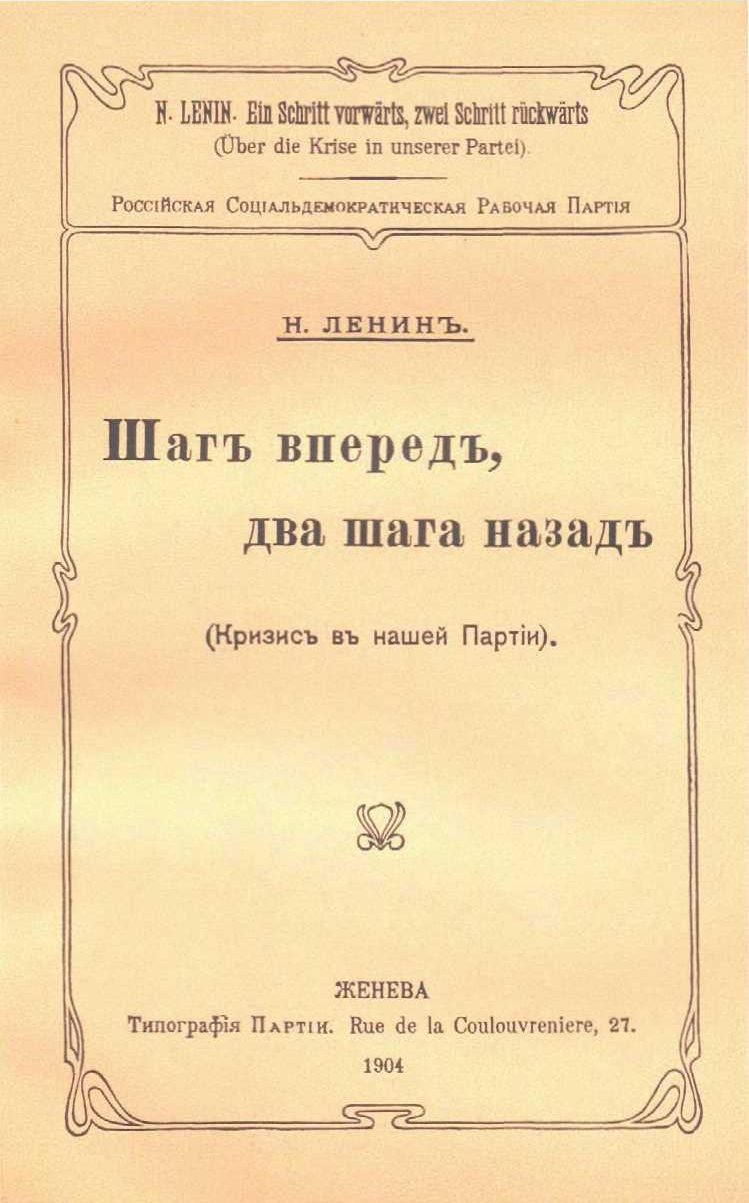
Обложка издания 1904 года

«Шаг вперёд, два шага назад (Кризис в нашей партии)» — книга В. И. Ленина, написанная с конца января по начало мая 1904 года. Издана в Женеве 6 (19) мая 1904 года. В Полн. собр. соч., 5 изд., напечатана в т. 8, С. 185—414.
Сочинение Ленина целиком посвящено прошедшему в июле — августе 1903 года II съезду РСДРП, а также восьми послесъездовским месяцам.
Книга представляет собой своеобразный комментарий событиям партийного форума — подробно изложены выступления делегатов, голосования по различным вопросам, дан тщательный анализ партийных группировок, течений и коалиций. Оценка оппозиционного Ленину направления, возглавляемого Мартовым и впоследствии названного «меньшевиками».